# Байстрюк (фільм)
«Байстрюк» (англ. The Bastard) — американський телевізійний міні-серіал 1978 року.

## Сюжет
Незаконнонароджений син англійського герцога прибуває з Франції до Англії, щоб заявити права на спадщину. Цим він накликає на себе гнів впливового сімейства свого батька, в результаті чого він змушений тікати до Америки, де опиняється залученим до подій, що передували Американській революції.

## У ролях
| Актор                | Роль                        |
| -------------------- | --------------------------- |
| Ендрю Стівенс        | Філіп Чербонео / Філіп Кент |
| Том Бослі            | Бенджамін Франклін          |
| Кім Кетролл          | Енн Воре                    |
| Бадді Ебсен          | Бенджамін Едс               |
| Лорн Грін            | єпископ Френсіс             |
| Олівія Гассі         | Алісія                      |
| Кемерон Мітчелл      | капітан Пламмер             |
| Гаррі Морган         | капітан Калеб               |
| Патріція Ніл         | Марі Чербонео               |
| Елеанор Паркер       | леді Емберлі                |
| Дональд Плезенс      | Соломон Шолто               |
| Вільям Шетнер        | Пол Ревер                   |
| Баррі Салліван       | Авраам Воре                 |
| Ной Бірі мол.        | Ден О'Брайен                |
| Пітер Бонерз         | Джирар                      |
| Джон Колікос         | лорд Норт                   |
| Вільям Деніелс       | Семюел Адамс                |
| Джеймс Грегорі       | Вілл Кемпбелл               |
| Херб Джефферсон мол. | Лукас                       |
| Марк Нілі            | Роджер Емберлі              |
| Кінан Вінн           | Джонні Малкольм             |
| Джим Антоніо         | доктор Воррен               |